# Радник (футбольный клуб, Биелина)
«Ра́дник» (сербохорв. Fudbalski Klub Radnik / Фудбалски клуб Радник)  ― футбольный клуб из Боснии и Герцеговины, базируется в городе Биелина, клуб был основан 14 июня 1945 года и в настоящее время играет в первой лиге Республики Сербской. Клуб принимает гостей на стадионе «Градски», вмещающем 6000 зрителей. В середине 90-х годов клуб на короткое время менял название на «Пантеры», но вскоре вернулся к историческому названию. В премьер-лиге Боснии и Герцеговины «Радник» дебютировал в сезоне 2005/06, но уже на следующий год, заняв последнее место вылетел во второй по силе дивизион. В сезоне 2011/12 «Радник» победил в первой лиге Республики Сербской и с сезона 2011/12 вновь будет выступать в высшем дивизионе Боснии и Герцеговины.
В мае 2016 года, в финале по сумме двух матчей обыграв серебряного призера чемпионата ФК «Слобода» (Тузла), «Радник» (Биелина) впервые в своей истории выиграл Кубок Боснии и Герцеговины по футболу и получил путевку в еврокубки.

## Достижения
- Обладатель Кубка Боснии и Герцеговины: 2016
- Победитель первой лиги Республики Сербской (3): 1999, 2005, 2012

## Известные игроки
- Асмир Авдукич
- Бранимир Бажич
- Хусреф Мусемич
- Ризах Мешкович

## Выступления в еврокубках
| Сезон   | Турнир           | Раунд                         | Соперник       | Дома | В гостях | Общий счёт |  |
| ------- | ---------------- | ----------------------------- | -------------- | ---- | -------- | ---------- |  |
| 2016/17 | Лига Европы УЕФА | Первый квалификационный раунд | Берое          | 0:2  | 0:0      | 0:2        |  |
| 2019/20 | Лига Европы УЕФА | Первый квалификационный раунд | Спартак Трнава | 2:0  | :        | :          |  |